# 最高のおもてなし
『最高のおもてなし』は、2014年2月28日20:54 - 22:54（JST）に日本テレビ系列で放送された日本の単発スペシャルテレビドラマである。『金曜ロードSHOW!』で放送された特別ドラマ企画の第6作である。
イモトアヤコは、これがTVドラマ初主演となる。

## 概要
総合商社・舘上商事の営業部には「特殊営業課」なるセクションがある。重大商談案件の成功のための接待専門の特別チームであり、クライアントのありとあらゆるデータを収集・分析し、クライアントの心を動かす「最高のおもてなし」を実行し、商談成功に導くことを目的としている。　
ドラマは、その特殊営業課を率いる若き女課長、個性派ぞろいの部下たち、女課長を励まし支える上司を軸足に展開される。

## キャスト

### 舘上商事営業部特殊営業課
- 鈴木ちえ（課長）：イモトアヤコ（幼少期：山田菜々香）
- 新田彰（新人）：上地雄輔
- 桃川奈々：本田翼
- 福井淑子：猫背椿
- 松尾庄一郎：中村靖日

### その他
- 播磨秀俊（舘上商事営業部長）：筧利夫
- 綾崎優子（一流ホテル「ロイヤルマッチホテル」社長）：高島礼子
- 室木功一郎（大手ゼネコン「室木建設」社長）：宅麻伸
- 赤鳥商事営業部長：羽場裕一
- 勝又（舘上商事営業経理）：戸田恵子
- 舘上商事営業担当常務：佐戸井けん太
- 青木（「ロイヤルマッチホテル」ドアボーイ）：柳下大
- 「ロイヤルマッチホテル」社長室長：及川いぞう
- 鈴木ちなつ（鈴木ちえの母親）：真飛聖
- 幼少期のちえの友達：原涼子、古田うた、春日香音
- 地方の旅館「佐取館」の社長：斉木しげる
- 福井優斗：須田瑛斗
- 砂川禎一郎、清水一彰、赤松真吾、杉浦琴乃、佐藤伸之

### スーパーエキストラ
- ベッキー、宮川大輔、森三中（世界の果てまでイッテQ!）
- 原田泰造（世界番付）
- テリー伊藤（スッキリ!!）
- 桝太一（日本テレビアナウンサー）（ZIP!）
- 水卜麻美（日本テレビアナウンサー）（ヒルナンデス!）

## スタッフ
- 脚本：小坂志宝
- 演出：久保田充
- 音楽：牧戸太郎
- 技術協力：NiTRo、タムコ
- 美術協力：日テレアート
- 音響効果：スポット
- CG：エヌ・デザイン
- ポスプロ：映広
- 企画協力：平田研也（ROBOT）
- 協力プロデューサー：丸山靖博（ROBOT）
- チーフプロデューサー：伊藤響
- プロデューサー：高明希（日テレ）、長谷川晴彦（ROBOT）、大野城嗣（ジェイズ・ファクトリー）
- 制作協力：ROBOT
- 製作著作：日本テレビ

| 日本テレビ系 金曜ロードSHOW! | 日本テレビ系 金曜ロードSHOW!   | 日本テレビ系 金曜ロードSHOW! |
| 前番組                       | 番組名                         | 次番組                       |
| ---------------------------- | ------------------------------ | ---------------------------- |
| ツナグ （2014.2.21）         | 最高のおもてなし （2014.2.28） | 神様のカルテ （2014.3.14）   |